# USS Narwhal (SSN-671)
USS Narwhal (SSN-671) — amerykański doświadczalny uderzeniowy okręt podwodny z napędem jądrowym z okresu zimnej wojny. Jego konstrukcja oparta była na projekcie okrętów myśliwskich typu Sturgeon. W powiększonym wobec swoich pierwowzorów okręcie, po raz pierwszy zastosowano reaktor wykorzystujący naturalną cyrkulację chłodziwa S5G NCR, zamiast cyrkulacji wymuszonej generującą szumy pompą.

## Konstrukcja
W 1961 roku, Knolls Atomic Power Laboratory (KAPL) podjął program konstrukcji lądowego reaktora wykorzystującego mechanizm naturalnej cyrkulacji jego chłodziwa dzięki konwekcji, zamiast obiegu wymuszonego pompą. W konwencjonalnym reaktorze, pompa jest głównych źródeł szumów na okrętach podwodnych, w reaktorze z naturalną cyrkulacją chłodziwa natomiast – przy niskich prędkościach okrętu – pompa jest nieaktywna, natomiast ruch cieczy chłodzącej rdzeń reaktora odbywa się dzięki zachodzącej w konwektorze wymianie cieplnej między chłodziwem a konwektorem. Po siedmiu latach prac i programu konstrukcyjnego, pierwszy wyposażony w reaktor S5G NCR (Natural Circulation Reactor) rozpoczął testy morskie. Reaktor ten stał się podstawą rozwoju nowych generacji jednostek NCR, w tym reaktora S8G zastosowanego w ultra cichych okrętach podwodnych typu Ohio.
Dla przetestowania nowych technologii zdecydowano zbudować pojedynczy doświadczalny okręt, który miał być maksymalnie cichą jednostką, mogącą operować z większą prędkością taktyczną. 17 stycznia 1966 roku położono stępkę pod budowę okrętu w stoczni Electric Boat w Groton. Okręt wodowano 9 września 1967 roku, a wcielono go do służby 12 lipca 1969 roku. Udało się skonstruować najcichszy z dotychczasowych amerykańskich okrętów, lepszy pod tym względem od seryjnie budowanego typu Los Angeles. Doświadczenia zebrane przy okazji budowy i późniejszych modernizacji okrętu posłużyły do zaprojektowania  okrętów podwodnych typu Seawolf.
"Narwhal" stanowił przedłużoną wersję okrętów projektu Sturgeon. Obok reaktora NCR, okręt ten wyposażony był także w turbinę elektryczną zapewniającą energię elektryczną bezpośrednio dla silnika elektrycznego, co pozwalało uniknąć zastosowania wywołującej hałas przekładni. Instalacja ta, choć wymagała więcej przestrzeni na pokładzie od klasycznych rozwiązań, okazała się być sukcesem, i została zaakceptowana jako standard dla późniejszych jednostek. 
Głębokość operacyjna okrętu była podawana na 200 m, lecz faktycznie działał na głębokościach do 300 m. Głębokość maksymalną (początkowo tajną) określono na 555 m, ale spekulowano, że faktycznie wynosiła ok. 700 m. Prędkość taktyczna wynosiła 12 węzłów. Prędkość maksymalna w zanurzeniu była określana na 25–26 węzłów, lecz według nowszych źródeł wynosiła ok. 30 węzłów, a 20 w na powierzchni.
"Narwhal" został wycofany z czynnej służby 16 stycznia 1999 roku, po czym skreślony z listy floty 1 lipca 1999 roku. Początkowo chciano zachować okręt do celów szkoleniowo–muzealnych, po demontażu reaktora jądrowego i elementów wyposażenia uznawanych nadal za tajne. 30 września 2003 roku Sekretarz Marynarki został upoważniony do przekazania okrętu na rzecz National Submarine Science Discovery Center (NSSDC) w Newport, lecz nie udało się zgromadzić funduszy na prace dostosowawcze i w 2006 projekt ten zarzucono. Ostatecznie w 2020 roku okręt przekazano do złomowania i utylizacji.